# Juwenalij Sajzew

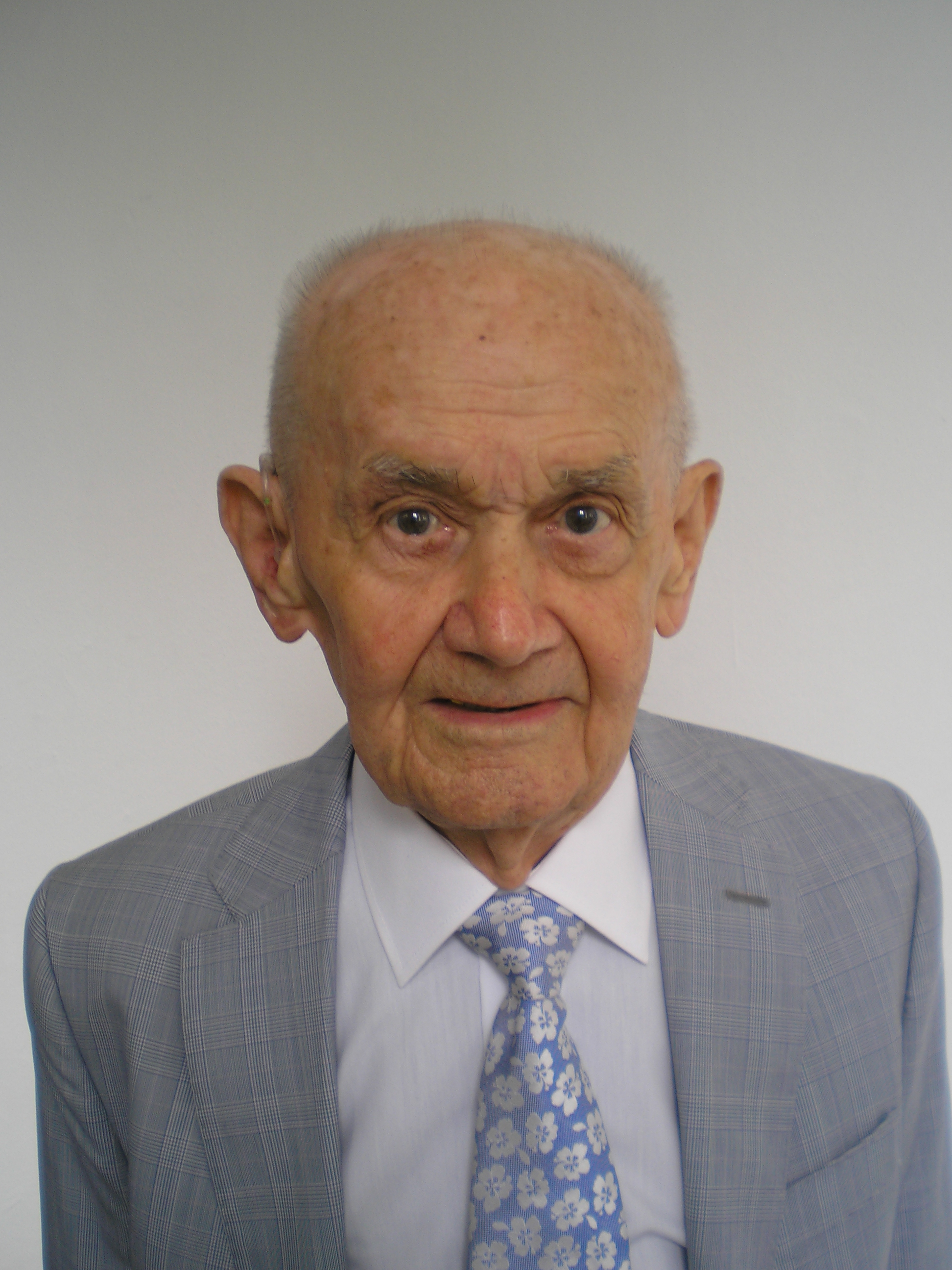
Juwenalij Sajzew 2014

Juwenalij Petrowytsch Sajzew (ukrainisch Ювеналій Петрович Зайцев, russisch Ювеналий Петрович Зайцев Juwenali Petrowitsch Saizew; * 18. April 1924 in Bajramtscha, Königreich Rumänien; † 8. Januar 2020 in Odessa, Ukraine) war ein sowjetisch-ukrainischer Hydrobiologe.

## Leben
Juwenalij Sajzew kam 1924 in Bajramtscha in der heute ukrainischen Oblast Odessa zur Welt. Er absolvierte 1949 die biologische Fakultät der Universität Odessa und war an dieser bis 1956 als Laborassistent am Institut für Wirbeltierzoologie tätig. Seitdem war er an der Zweigstelle Odessa des Instituts für Biologie der südlichen Meere der UdSSR (heute das Institut für Meeresbiologie der Nationalen Akademie der Wissenschaften der Ukraine) tätig, die er von 1972 bis 1989 leitete. Im April 1956 wurde er Kandidat der biologischen Wissenschaften, Spezialgebiet Hydrobiologie und 1964 verteidigte er seine Doktorarbeit zum Thema „Schwarzmeer-Hyponeston und seine Bedeutung“. Am 29. März 1968 wurde er zum Professor ernannt.
Am 26. Dezember 1969 wurde Sajzew Korrespondierendes Mitglied der Akademie der Wissenschaften der USSR und am 12. April 1997 wurde er Vollmitglied der Nationalen Akademie der Wissenschaften der Ukraine.
Juwenalij Sajzew starb 95-jährig in Odessa.

## Werk
Sajzews wissenschaftliche Arbeit befasste sich mit Meeresbiologie und Naturschutz. Er führte Forschungen im Schwarzen Meer, im Asowschen Meer, im Kaspischen Meer, in der Ostsee, im Mittelmeer, in der Karibik, im Golf von Mexiko sowie im Atlantik und im Pazifik durch, schuf Grundlagen der marinen Nestologie und formulierte das Konzept der Konturgruppen mariner Organismen. Juwenalij Sajzew ist Autor und Co-Autor von mehr als 350 wissenschaftlichen Artikeln, die in 20 Ländern veröffentlicht wurden. Gemeinsam mit H. Polikarpow entdeckte er auf dem Grund des Schwarzen Meeres oxyphile Arten (Bakterien, Algen, Pilze).

## Ehrungen
- 2013: Staatspreis der Ukraine für Wissenschaft und Technologie[5]
- 2010: Ehrendoktor (Honoris-causa-Diplom) der Nationalen I.-I.-Metschnikow-Universität Odessa[6]
- 2009: Als erster ukrainischer Wissenschaftler erhielt er für seinen herausragenden Beitrag zum Umweltschutz, insbesondere in der Schwarzmeerregion, im November 2009 die Schwarzmeermedaille, ein von der Schwarzmeerkommission gestifteter internationaler Preis.[4]
- 2003: Verdienter Arbeiter der Wissenschaft und Technologie der Ukraine[5]
- 1996: I. I. Schmalhausen-Preis der Nationalen Akademie der Wissenschaften der Ukraine[5]